# Alessandro Raho
Pour les articles homonymes, voir Raho.
Alessandro Raho, né en 1971 à Nassau, aux Bahamas, est un artiste britannique.
Son travail est présent à la National Portrait Gallery de Londres avec son portrait de Judi Dench (2004). 

## Biographie
Né à Nassau, aux Bahamas, Raho déménage à Londres où il étudie au Croydon College (1989–1990), puis au Goldsmith College, où il  obtient en 1994 un BA en beaux-arts. En 1995, il est inclus dans Brilliant!, une exposition des Young British Artists, au Walker Art Center, à Minneapolis.

## Style
Raho peint des portraits d'amis et de famille, des paysages marins et des natures mortes. Il utilise la peinture à l'huile fine avec une approche contemporaine fraîche. Ses peintures et ses photographies ont été décrites comme traitant de « narration, nostalgie et désir », et il emploie des procédés techniques complexes « pour rendre ses peintures somptueusement photographiques et ses photographies de manière trompeuse ».